# Sandra Kiriasis
Sandra Kiriasis (Dresda, 4 gennaio 1975) è un'ex bobbista ed ex slittinista tedesca.
Nata Prokoff, dal 2004, dopo il proprio matrimonio, ha assunto il cognome Kiriasis e saltuariamente viene indicata come Sandra Prokoff-Kiriasis.
È l'atleta donna più vincente nella storia del bob potendo vantare 2 medaglie olimpiche (una d'oro, sopravanzata dalla sola Kaillie Humphries con 2), 13 mondiali (7 d'oro) e 10 europee (6 d'oro). Detiene inoltre il record di coppe del mondo vinte (9 trofei) e il maggior numero di vittorie di tappa (46) nel bob a due.

## Biografia

### Gli inizi nello slittino
Prima di intraprendere quella che poi è stata la sua vittoriosa carriera nel bob, la Prokoff ha praticato lo slittino nelle categorie giovanili riuscendo a vincere due medaglie ai campionati mondiali juniores, una d'oro nella gara a squadre e una di bronzo nel singolo, entrambe vinte nell'edizione disputatasi nel 1993 a Sigulda, in Lettonia.

### Il passaggio al bob
Ai XIX Giochi olimpici invernali (edizione disputatasi nel 2002 a Salt Lake City, Stati Uniti d'America) vinse la medaglia d'argento nel Bob a 2 con la connazionale Ulrike Holzner partecipando per la nazionale tedesca, venendo superate da quella statunitense a cui andò la medaglia d'oro.
Il tempo totalizzato fu di 1:38,06, con un breve distacco dalla prima classificata, 1:37,76 il loro tempo. Ai XX Giochi olimpici invernali vinse l'oro nel bob a due in coppia con Anja Schneiderheinze.
In carriera ha vinto anche sette medaglie d'oro ai campionati mondiali e nove Coppe del Mondo consecutive (dal 2003-2004 al 2010-2011).

## Palmarès

### Bob

#### Olimpiadi
- 2 medaglie:
  - 1 oro (bob a due a Torino 2006)
  - 1 argento (bob a due a Salt Lake City 2002)

#### Mondiali
- 13 medaglie:
  - 7 ori (bob a due a Calgary 2005; bob a due e squadre miste a Sankt Moritz 2007; bob a due e squadre miste ad Altenberg 2008; squadre miste a Lake Placid 2009; squadre miste a Königssee 2011);
  - 5 argenti (bob a due a Winterberg 2003; bob a due a Königssee 2004; bob a due e squadre miste a Lake Placid 2012; squadre miste a St. Moritz 2013);
  - 1 bronzo (bob a due a St. Moritz 2013).

#### Europei
- 9 medaglie:
  - 6 ori (bob a due a Sankt Moritz 2006; bob a due a Cortina d'Ampezzo 2007; bob a due a Cesana 2008; bob a due a Sankt Moritz 2009; bob a due a Winterberg 2011; bob a due a Igls 2013)
  - 3 argenti (bob a due ad Altenberg 2005; bob a due ad Altenberg 2012; bob a due a Königssee 2014)
  - 1 bronzo (bob a due ad Igls 2010)

#### Coppa del Mondo
- 9 trofei assoluti nella specialità Bob a due femminile (stagione 2002-03, 2003-04, 2004-05, 2005-06, 2006-07, 2007-08, 2008-09, 2009-10 e 2010-11).
- 81 podi (76 nel bob a due, 5 nelle gare a squadre)[1]:
  - 50 vittorie (46 nel bob a due, 4 nelle gare a squadre);
  - 19 secondi posti (tutti nel bob a due);
  - 17 terzi posti (16 nel bob a due, 1 nelle gare a squadre).

##### Coppa del Mondo - vittorie[1]
| Data             | Luogo                | Paese       | Disciplina                                                                                    |
| ---------------- | -------------------- | ----------- | --------------------------------------------------------------------------------------------- |
| 10 novembre 2001 | Winterberg           | Germania    | a due con Ulrike Holzner                                                                      |
| 11 novembre 2001 | Winterberg           | Germania    | a due con Ulrike Holzner                                                                      |
| 18 novembre 2001 | Schönau am Königssee | Germania    | a due con Nicole Herschmann                                                                   |
| 22 novembre 2001 | Igls                 | Austria     | a due con Ulrike Holzner                                                                      |
| 23 novembre 2001 | Igls                 | Austria     | a due con Nicole Herschmann                                                                   |
| 24 novembre 2002 | Calgary              | Canada      | a due con Ulrike Holzner                                                                      |
| 30 novembre 2002 | Park City            | Stati Uniti | a due con Nicole Herschmann                                                                   |
| 1º dicembre 2002 | Park City            | Stati Uniti | a due con Ulrike Holzner                                                                      |
| 14 dicembre 2002 | Lake Placid          | Stati Uniti | a due con Ulrike Holzner                                                                      |
| 16 dicembre 2002 | Lake Placid          | Stati Uniti | a due con Nicole Herschmann                                                                   |
| 28 novembre 2003 | Calgary              | Canada      | a due con Anja Schneiderheinze                                                                |
| 29 novembre 2003 | Calgary              | Canada      | a due con Janine Tischer                                                                      |
| 6 dicembre 2003  | Lake Placid          | Stati Uniti | a due con Anja Schneiderheinze                                                                |
| 22 gennaio 2004  | Lillehammer          | Norvegia    | a due con Anja Schneiderheinze                                                                |
| 23 gennaio 2004  | Lillehammer          | Norvegia    | a due con Berit Wiacker                                                                       |
| 25 novembre 2004 | Winterberg           | Germania    | a due con Anja Schneiderheinze                                                                |
| 10 dicembre 2004 | Igls                 | Austria     | a due con Berit Wiacker                                                                       |
| 17 dicembre 2004 | Cortina d'Ampezzo    | Italia      | a due con Berit Wiacker                                                                       |
| 22 gennaio 2005  | Cesana Pariol        | Italia      | a due con Berit Wiacker                                                                       |
| 14 febbraio 2005 | Lake Placid          | Stati Uniti | a due con Anja Schneiderheinze                                                                |
| 10 novembre 2005 | Calgary              | Canada      | a due con Anja Schneiderheinze                                                                |
| 18 novembre 2005 | Lake Placid          | Stati Uniti | a due con Anja Schneiderheinze                                                                |
| 9 dicembre 2005  | Igls                 | Austria     | a due con Berit Wiacker                                                                       |
| 16 dicembre 2005 | Cortina d'Ampezzo    | Italia      | a due con Anja Schneiderheinze                                                                |
| 12 gennaio 2007  | Cortina d'Ampezzo    | Italia      | a due con Romy Logsch                                                                         |
| 20 gennaio 2007  | Igls                 | Austria     | a due con Anja Schneiderheinze                                                                |
| 10 febbraio 2007 | Cesana Pariol        | Italia      | a due con Anja Schneiderheinze                                                                |
| 17 febbraio 2007 | Winterberg           | Germania    | a due con Romy Logsch                                                                         |
| 24 febbraio 2007 | Königssee            | Germania    | a due con Berit Wiacker                                                                       |
| 7 dicembre 2007  | Park City            | Stati Uniti | a due con Romy Logsch                                                                         |
| 15 dicembre 2007 | Lake Placid          | Stati Uniti | a due con Romy Logsch                                                                         |
| 11 gennaio 2008  | Cortina d'Ampezzo    | Italia      | a due con Romy Logsch                                                                         |
| 26 gennaio 2008  | St. Moritz           | Svizzera    | a due con Romy Logsch                                                                         |
| 9 febbraio 2008  | Winterberg           | Germania    | a due con Berit Wiacker                                                                       |
| 6 dicembre 2008  | Altenberg            | Germania    | a due con Berit Wiacker                                                                       |
| 15 gennaio 2009  | St. Moritz           | Svizzera    | a due con Berit Wiacker                                                                       |
| 16 gennaio 2009  | St. Moritz           | Svizzera    | a due con Berit Wiacker                                                                       |
| 22 novembre 2009 | Lake Placid          | Stati Uniti | a squadre con Berit Wiacker, Frank Rommel, Marion Thees, Thomas Florschütz e Marc Kühne       |
| 10 gennaio 2010  | Lake Placid          | Stati Uniti | a squadre con Anja Winter, Frank Rommel, Marion Thees, Karl Angerer e Andreas Udvari          |
| 27 novembre 2010 | Whistler             | Canada      | a due con Stephanie Schneider                                                                 |
| 17 dicembre 2010 | Lake Placid          | Stati Uniti | a due con Berit Wiacker                                                                       |
| 18 dicembre 2010 | Lake Placid          | Stati Uniti | a due con Stephanie Schneider                                                                 |
| 10 gennaio 2011  | Winterberg           | Germania    | a due con Berit Wiacker                                                                       |
| 29 gennaio 2011  | St. Moritz           | Svizzera    | a due con Berit Wiacker                                                                       |
| 3 dicembre 2011  | Lake Placid          | Stati Uniti | a squadre con Stephanie Schneider, Frank Rommel, Anja Huber, Maximilian Arndt e Jan Speer     |
| 14 gennaio 2012  | Lake Placid          | Stati Uniti | a squadre con Berit Wiacker, Alexander Kröckel, Marion Thees, Benjamin Schmid e Richard Adjei |
| 18 gennaio 2013  | Igls                 | Austria     | a due con Franziska Bertels                                                                   |
| 19 gennaio 2013  | Igls                 | Austria     | a squadre con Janine Tischer, Frank Rommel, Anja Huber, Francesco Friedrich e Thorsten Margis |
| 15 febbraio 2013 | Soči                 | Russia      | a due con Franziska Bertels                                                                   |
| 5 gennaio 2014   | Winterberg           | Germania    | a due con Franziska Fritz                                                                     |

### Slittino

#### Mondiali juniores
- 2 medaglie:
  - 1 oro (gara a squadre a Sigulda 1993);
  - 1 bronzo (singolo a Sigulda 1993).